# Додзин
Додзин (яп. 同人 до:дзин, букв. «одинаковые люди» или «единомышленники») — японское понятие, означающее группу друзей или единомышленников, которые разделяют общие интересы, увлечения, хобби.
В Японии этот термин употребляется применительно к любительским самостоятельно публикуемым работам, включая мангу, ранобэ, фанбуки, коллекции иллюстраций, музыку, аниме и видеоигры. Некоторые профессионалы публикуют свои работы таким образом, чтобы избежать традиционной издательской индустрии. Любители образуют додзин-кружки (яп. 同人サークル до:дзин са:куру, от англ. circle), то есть круг людей, которые занимаются производством и распространением материала (так, независимая манга называется додзинси, музыка — додзин-онгаку, а игры — додзин-гэму) для единомышленников на специальных мероприятиях — додзин-ярмарках, крупнейшей из которых является Комикет.
В исследовании от агентства Media Create говорится, что от 1,65-миллиардной индустрии отаку в 2007 году додзин-продажи составили 48 % (792 миллиона долларов).

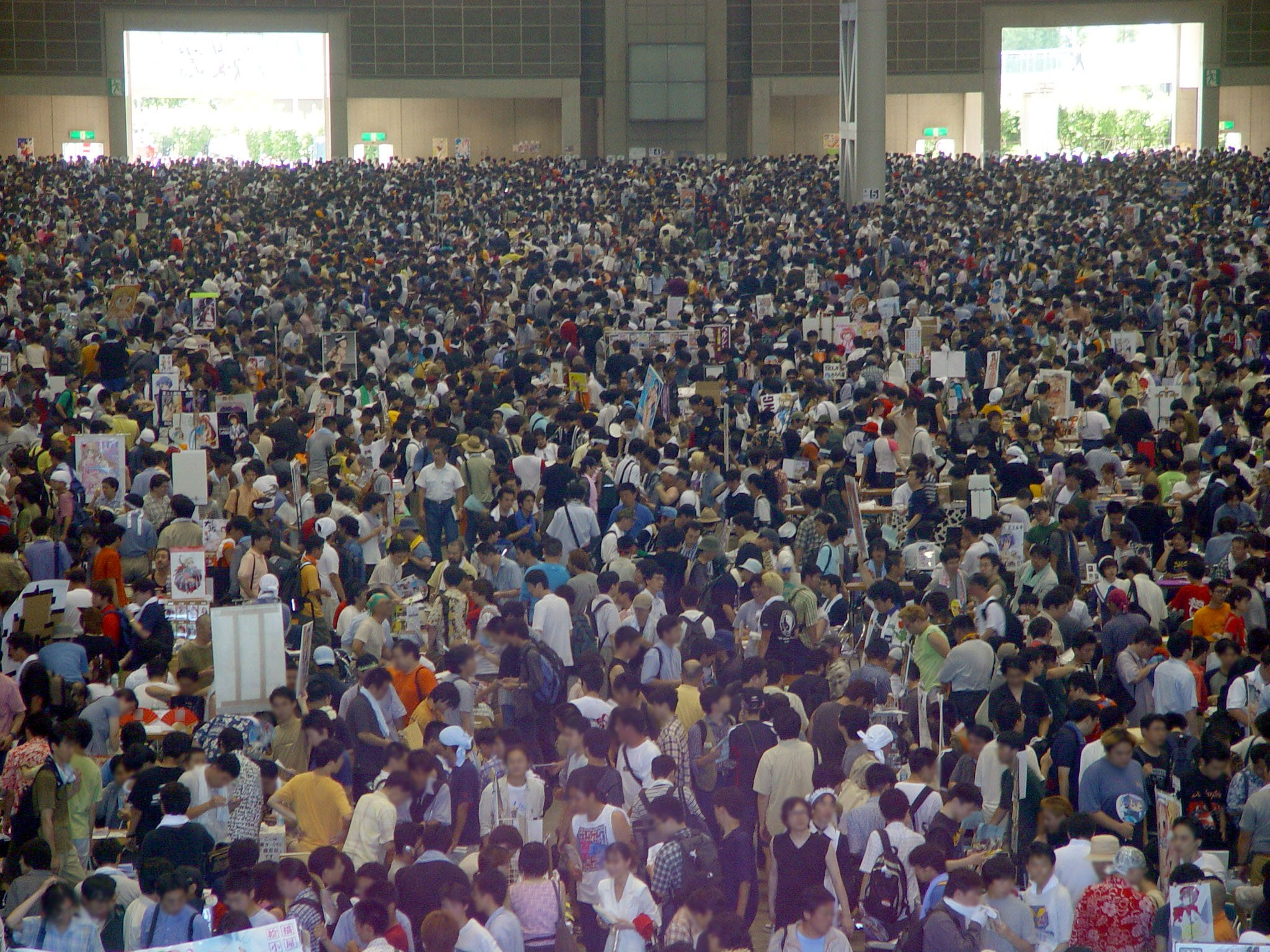
Комикет — крупнейшая додзин-ярмарка

## Цель додзин

### Манга
После Второй мировой войны начали появляться журналы додзин, главной темой которых были комиксы и их японская разновидность — манга. С самого начала в этом жанре работало много художников, среди которых можно отметить Сётаро Исиномори и Фудзико Фудзио.

## Культурные особенности
На Комикете для категоризации додзин-работ применяются жанровые категории, позволяющие выделить из общей массы кружки, публикующие производные от популярных франшиз работы. Они используются на официальном сайте Комикета, а также в каталогах для обозначения мест размещения тематических кружков на мероприятии, и в статистике. На Комикете-92 среди женской аудитории популярностью пользовались такие франшизы как Touken Ranbu и Yuri on Ice, в то время как Kantai Collection, Fate и The Idolmaster были популярны у мужчин.

### Додзин, производный от додзина
Додзин, производный от додзина (яп. 同人の同人 до:дзин но до:дзин) — термин, применительный к производным произведениям, иногда пародиям, исходным материалом для которых послужила додзин-работа.
В частности, в среде додзин-музыки аранжировки саундтрека игр Type-Moon, Touhou Project и других стали настолько популярны с середины 2000-х, что возникла ситуация, что додзин-но додзин стал мейнстримом додзин-музыки.
Из оригинальной додзин-работы заимствуются такие элементы, как сеттинг и взаимоотношения персонажей, независимо используются в производных работах и распространяются в фанатской среде, а затем возвращаются в оригинальные работы в видоизменённом виде.
Жанры
Это жанровые категории, используемые для обозначения производных работ на Комикете, вне зависимости от жанра оригинального произведения.
Type-Moon
В качестве источника используются Tsukihime, Kagetsu Tohya, Kara no Kyoukai. Однако в дальнейшем Type-Moon переформировались из додзин-кружка в коммерческую компанию.
Touhou Project
Производные работы, основанные на произведениях додзин-кружка Team Shanghai Alice.
Хеталия и страны Оси
Производные работы, основанные на работах Хидэкадзу Химаруи.